# Nový Bydžov
Nový Bydžov (niem. Neu Bidschow) – miasto w Czechach, w kraju hradeckim, w powiecie Hradec Králové.
Według danych z 31 grudnia 2003 powierzchnia miasta wynosiła 3524 ha, a liczba jego mieszkańców 7160 osób.

## Demografia
| Rok             | 1970  | 1980  | 1991  | 2001  | 2003  |
| --------------- | ----- | ----- | ----- | ----- | ----- |
| Liczba ludności | 7 656 | 7 545 | 7 242 | 7 201 | 7 160 |

Źródło: Czeski Urząd Statystyczny

## Inne

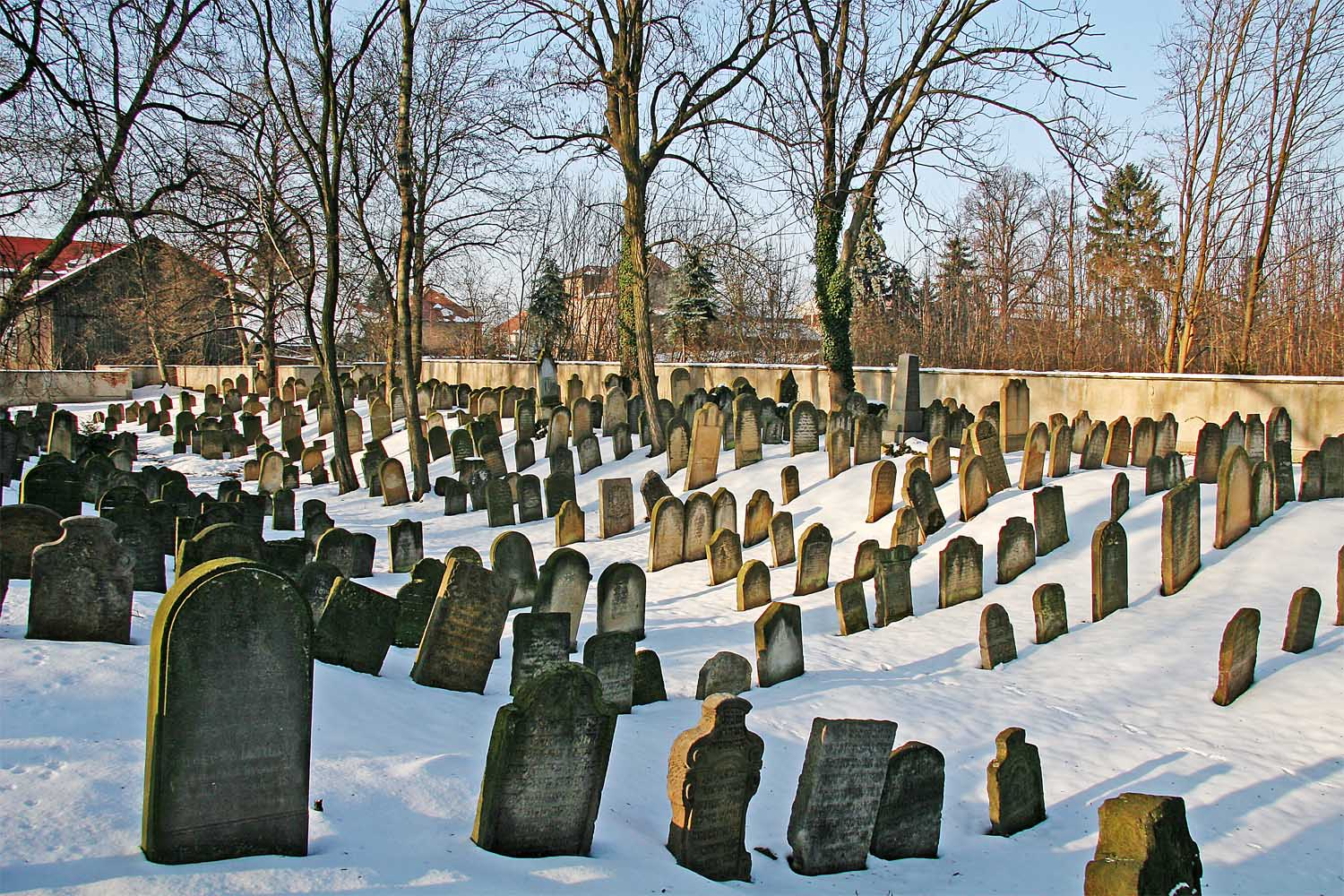
Cmentarz żydowski

W mieście znajduje się cmentarz żydowski oraz synagoga.
W mieście jest stacja kolejowa Nový Bydžov.

## Miasta partnerskie
- Brezno